# Ábelová
Ábelová é um município da Eslováquia, situado no distrito de Lučenec, na região de Banská Bystrica. Tem 52,17 km² de área e sua população em 2018 foi estimada em 215 habitantes.

## Demografia
| Ano:        | 1994 | 2004    | 2014   | 2024   |
| ----------- | ---- | ------- | ------ | ------ |
| Broj ljudi: | 300  | 248     | 232    | 213    |
| Razlika:    |      | -17,33% | -6,45% | -8,18% |

| Ano:               | 2023 | 2024   |
| ------------------ | ---- | ------ |
| Número de pessoas: | 217  | 213    |
| Diferença:         |      | -1,84% |